# Емилиан (Антал)
Епи́скоп Емилиа́н (рум. Episcopul Emilian, в миру Думитру Антал, рум. Dumitru Antal; 20 октября 1894 — 15 июня 1971) — епископ Румынской православной церкви, епископ Тырговиштский, викарий Буковинской митрополии. В 1941—1944 временно управлял Арджешской епархией, а в 1945—1948 годы временно управлял Буковинской митрополией.

## Биография
Родился 20 октября 1894 года в городе Топлица жудеца Харгита и был шестым из двенадцати детей семьи Думитру Антал и Ильены, урождённой Кристя, сестры будущего патриарха Румнского Мирона. После окончания начальной школы продолжает учебу в Брашове и Нэсэуде. Имея склонность к церковному служению, после окончания лицейского образования, он поступил на богословский факультет в Сибиу, который окончил в 1916 году. Также 2 года обучался на философском факультете Будапештского университета.
Конец Первой мировой войны привёл к значительным изменениям и в жизни молодого Думитру Антала, который отказался вернуться в Будапешт для завершения учёбы. Вместо этого он пошёл работать к Руководящий совет Трансильвании в отделе социальной защиты. Здесь он не стоял много, потому что благодаря своим особым навыкам он был назначен директором регионального общества по оказанию помощи военным сиротам.
27 октября 1924 года он был рукоположен в сан диакона, а 15 ноября того же года — в сан священника, сразу же став протопопом Регина. После короткого периода священник Думитру Антал переезжает в Клуж, где епископ Клужский Николай (Иван) назначает его на должность епархиального Ревизора, занимаемого постом с 1927 по 1933 год. Также в Клуже ему поручена и обязанность по редактированию журнала «Renaşterea» (Возрождение).
В 1933 году покидает Трансильванию, переезжая в столицу страны по просьбе своего дяди, патриарха Мирона Кристя. В Бухаресте для начала занимает пост священника прихода в церкви Браду-Ботяну, где он служил до 1938 года, когда ему назначена должность генерального инспектора в Министерстве культов. Оказавшись в Бухаресте, казалось, что жизнь священника Думитру Антала будет прекрасной, увенчанной карьерой, достойной его подготовки. Однако вскоре после переезда в столицу, по его признанию, возникла ряд семейных проблем, которые сподвигли его принять монашество.
28 октября 1938 решением Священного Синода по предложению митрополита Буковинского Виссариона (Пую) избран викарным епископом Буковинской митрополии с титулом «Тырговиштский». Хиротония состоялась 6 декабря 1938 года в патриаршем соборе, в котором приняли участие патриарх Румынский Мирон и два других епископа.
После неожиданной кончины патриарха Мирона его переводят в культурный отдел Бухарестской архиепископии. 2 августа 1941 года назначен временным управляющим Аржешской епархией, который он временно руководил епархией 21 марта 1944 года.
В марте 1944 года он вернулся в Бухарест, став викарием Унгровлашской митрополии, а через пять месяцев епископ Эмилиан удаляется в монастырь Черника, где в течение девяти месяцев, с июня 1944 года и до марта 1945 года он служил настоятелем данного монастыря.
В феврале 1945 года был назначен временным управляющим Буковинской митрополии. Епископ Емилиан в Сучаве с самого начала столкнулся с затяжной ситуацией неопределённости в отношении самого существования этой митрополии. Политическое руководство государства начало оказывать все большее влияние на жизнь Церкви, принуждая Священный Синод к упразднению некоторых епархий. В этих условиях Епископ Емелиан, как временный управляющий Буковинской митрополии, наряду с духовенствами и верующими буковинянами вели борьбу, пытаясь помешать политическим властям распустить эту епархию, но, тем не менее, в 1948 году, после политического решения в Бухаресте, Буковинская митрополия прекращает своё существование. 17 сентября президиум Великого национального собрания издает указ № 244 об упразднении православной Буковинской митрополии и слияния ее с Марамурешской.
Оставшийся без должности епископ Емилиан (Антал) переезжает в Бухарест, где ещё некоторое время участвует в деятельности Священного Синода в качестве докладчика комиссии по образованию в рамках законодательного форума Румынской православной церкви. Пребывание в столице было плохо воспринято новыми коммунистическими властями. Вместе с тем, реорганизация монашества и богословского образования шла полным ходом, поэтому он был назначен профессором в духовной семинарии в Монастыре Нямц, где в мае 1949 года стал директором этой богословской школы на короткое время. Несмотря на то, что его коллеги и семинаристы считали его профессором и директором, политические власти, действуя через Региональное управление народной безопасности, продолжают преследовать его, составляя ложные сообщения, чтобы обвинить его в «нападении на демократический режим».
17 февраля 1950 года Священный Синод Румынской православной церкви, рассмотрев адрес Министерства культов, согласно которому постановлением Совета министров № 187 от 17 февраля 1950 года, О Порядке выхода на пенсию должностных лиц и архиереев Румынской православной церкви, которые больше не выполняют епархиальных функций, на которые они были избраны и рукоположены, постановил в том числе уволить епископа Емелина на покой, начиная с 1 июля того же года.
Следовательно, была предпринята мера переезда в монастырь Коция, где из информационных заметок Секуритате видно, что преследование не прекращено. Наконец, 19 августа 1952 года он переведён настоятелем в Монастырь Топлия, основанного его дядей, патриархом Мироном.
Скончался 15 июня 1971 года, в возрасте 77 лет.